# Diploknema yunnanensis
Diploknema yunnanensis là một loài thực vật có hoa trong họ Hồng xiêm. Loài này được D.D.Tao, Z.H.Yang & Q.T.Zhang mô tả khoa học đầu tiên năm 1988.